# Piedras Negras (Tlalixcoyan)
Piedras Negras es una localidad del estado mexicano de Veracruz. Es parte del municipio de Tlalixcoyan. De 1931 a 1932 fue cabecera municipal de Tlalixcoyan.

## Demografía
| Gráfica de evolución demográfica |
|                                  |

| Censo | Población |
| ----- | --------- |
| 1900  | 97        |
| 1910  | 413       |
| 1921  | 677       |
| 1930  | 1 239     |
| 1940  | 2 062     |
| 1950  | 1 773     |
| 1960  | 2 497     |
| 1970  | 4 099     |
| 1980  | 7 505     |
| 1990  | 7 528     |
| 1995  | 8 464     |
| 2000  | 8 274     |
| 2005  | 8 437     |
| 2010  | 8 767     |
| 2020  | 9 194     |